# Arijanet Murić
 (juin 2019).
Si vous disposez d'ouvrages ou d'articles de référence ou si vous connaissez des sites web de qualité traitant du thème abordé ici, merci de compléter l'article en donnant les références utiles à sa vérifiabilité et en les liant à la section « Notes et références ».
Pour les articles homonymes, voir Muric.
Arijanet Murić, né le 7 novembre 1998 à Schlieren dans le canton de Zurich en Suisse, est un footballeur international kosovar qui évolue au poste de gardien de but à l'US Sassuolo, en prêt d'Ipswich Town.

## En club

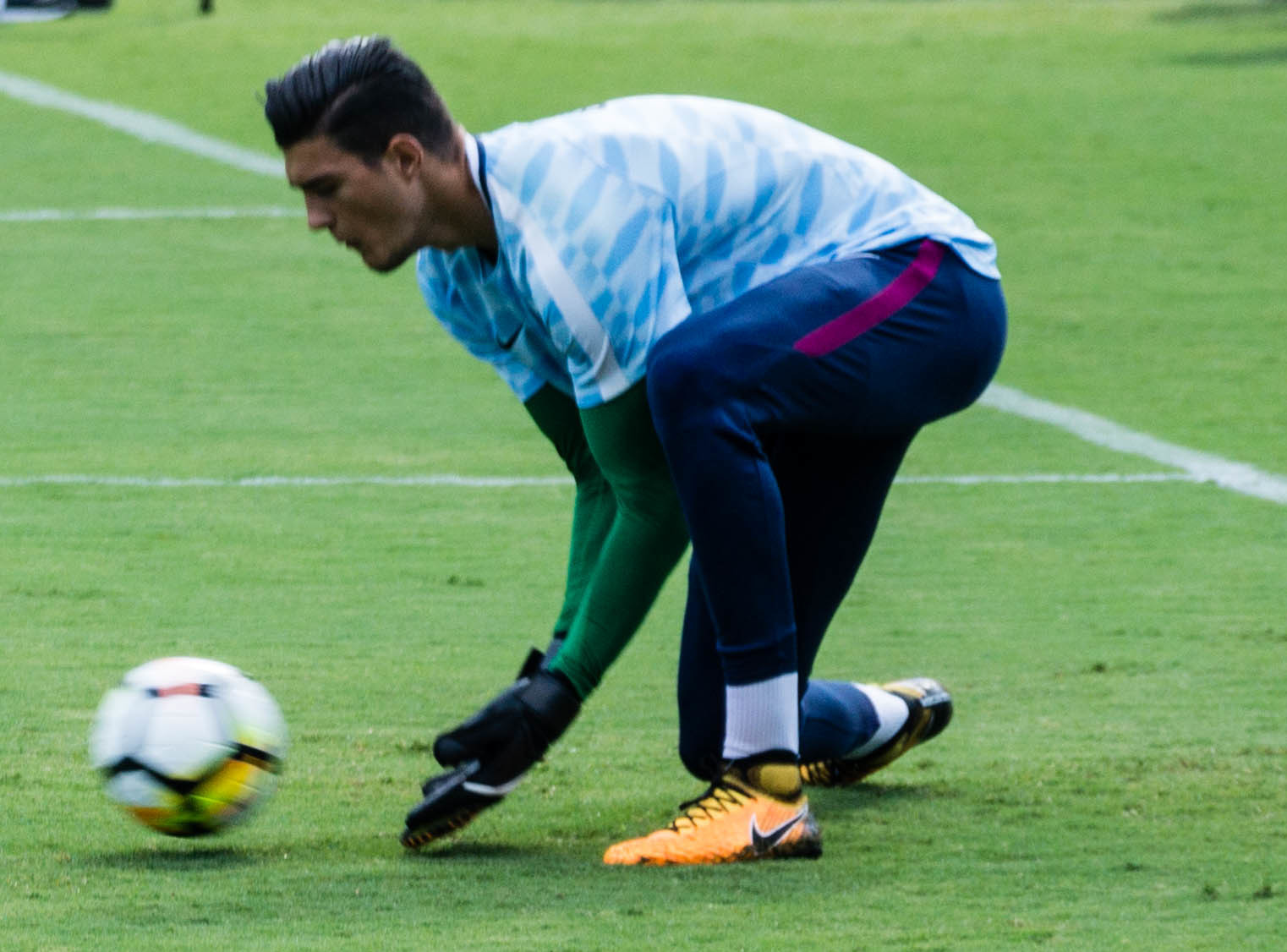
Manchester City contre Tottenham Hotspur au Nissan Stadium de Nashville, Tennessee

Passé par les deux clubs de Zurich, Arijanet Murić rejoint finalement Manchester City en mars 2015.

### Manchester City
Murić fait ses débuts avec la réserve de Manchester City le 13 mars 2017 lors de la dernière journée du championnat contre Arsenal (3-3). Le 27 juillet 2017, il signe son premier contrat professionnel avec Manchester City pour une durée de trois ans. Le club annonce qu'il portera le numéro 49. Lors des saisons 2017/2018 et 2018/2019 il participe à l'EFL Trophy avec l'équipe réserve de Manchester City. Lors de ces deux éditions son équipe est éliminée en phase de poules. 

### NAC Breda
Le 1er juillet 2018, Murić s'engage en prêt avec le NAC Breda. Il joue le 18 août 2018 son premier match en pro face à De Graafschap, lors d'une victoire 3-0.

### Retour en Angleterre
Le 22 août 2018, d'un commun accord avec son club, il rompt son prêt et revient en Angleterre, pour pallier la grave blessure (rupture du tendon d' Achille) de Claudio Bravo, après avoir disputé seulement un match aux Pays-Bas. Dès son retour de prêt, il est sur le banc lors du match face à Wolverhampton. Il est ensuite inscrit en urgence sur la liste de joueurs pour la Ligue des champions et est ensuite présent sur le banc lors de la première journée de phase de poules face à l’Olympique lyonnais. Le 25 septembre 2018, il joue son premier match officiel avec City, lors d'un match de coupe face à Oxford United (qualification de son équipe). Il enchaîne ensuite les titularisations en matchs de coupe, face à Fulham, puis face à Leicester, où il arrête les tentatives de James Maddison et Çağlar Söyüncü permettant à son équipe de se qualifier (2-4 aux tirs au but, Christian Fuchs n'ayant pas cadré son penalty), et enfin à deux reprises face à Burton Albion lors de victoires 9-0 puis 1-0. Manchester City remporte finalement l'EFL Cup, mais toutefois Murić, titulaire du quatrième tour aux demi-finales, est mis sur le banc pour la finale. 

#### Prêt à Nottingham Forest
Le 9 juillet 2019, il s'engage en prêt à Nottingham Forest. Il joue son premier match lors d'une défaite 2-1 à West Bromwich en ouverture de la Championship. Il doit ensuite attendre son troisième match avec Nottingham pour faire un clean-sheet (match sans encaisser de buts) face à Birmingham. Le 24 septembre 2019 il est titulaire lors du troisième tour de la Cup face à Arsenal.

#### Prêt à Gérone
Le 18 septembre 2020, il est prêté un an sans option d'achat au club catalan du Gérone FC qui évolue en deuxième division espagnole.

#### Prêt à l'Adana Demirspor
Le 5 août 2021, Murić est prêté pour un an sans option d'achat à l'Adana Demirspor, promu en Süper Lig.

## En sélection

### Monténégro espoirs
Le 22 août 2017, Murić reçoit sa première convocation avec l'équipe du Monténégro, pour les qualifications à l'Euro Espoirs 2019. Il se voit sélectionné pour la première fois le 5 septembre 2017, face à la Bosnie-Herzégovine, en match amical (score : 1-1).

### Kosovo
Le 26 août 2018, la fédération du Kosovo de football annonce via un communiqué que Murić a opté pour la nationalité kosovare, et qu'il est dès lors sélectionnable. Le 20 novembre 2018, il joue son premier match avec le Kosovo face à l'Azerbaïdjan, lors d'un match de la Ligue des nations (victoire 4-0 à Pristina).
Il est remplacé à la mi-temps par Samir Ujkani contre le Danemark (2-2), le 21 mars 2019. Le 10 novembre 2019 il est titulaire face à l'Angleterre pour les qualifications à l'Euro 2020 (défaite 5-3). Il est également titulaire lors du match retour (défaite 4-0) .  

## Palmarès
- Champion d'Angleterre de D2 en 2023.

### Distinction individuelle
- Membre de l'équipe type de Championship (deuxième division) en 2023[19]

## Vie privée
Muric est né en Suisse de parents albanais originaires du Monténégro. Il détient les passeports suisses, kosovars et monténégrins. 